# Hans von Gronau
Hans Johann Karl Hermann von Gronau, né le 6 décembre 1850 et décédé le 22 février 1940, est un officier prussien qui a participé à la Première Guerre mondiale.
Après une carrière d'officier d'état-major, il est mis à la retraite en 1911. Rappelé au service en 1914 comme chef du 4e corps de réserve, il prend part à la bataille de la Marne en combattant la 6e armée française (bataille de l'Ourcq). En septembre 1915, il est envoyé sur le front de l'Est prendre le commandement du XLIe corps de réserve pour sécuriser les territoires conquis sur l'Empire russe. Il quitte l'armée lors de la démobilisation consécutive à l'armistice de novembre 1918.

## Biographie

### Début de carrière
Le 21 septembre 1870, il est nommé Sekonde-Lieutenant au 3e régiment d'artillerie de campagne. Le 1er octobre 1870, il intègre l'école d'artillerie et d'ingénieur de Berlin ; à sa sortie en juillet 1873, il retourne à son régiment, en garnison à Brandebourg-sur-la-Havel et Jüterbog. Le 1er octobre 1875, il est reçu à l'académie de Guerre de Berlin ; il en sort breveté le 21 juillet 1878 pour rejoindre de nouveau son régiment, cette fois-ci avec le grade de Premier-Lieutenant le 15 août et la fonction d'adjudant à partir de 1879.
Hans von Gronau est détaché au Grand État-Major général à partir du 1er avril 1880, obtenant le grade de Hauptmann le 23 décembre 1882. Le 20 juin 1885, il est affecté à l'état-major de la 2e division à Dantzig, puis le 22 mars 1887 il obtient le commandement d'une batterie au 14e régiment d'artillerie de campagne à Karlsruhe, avant de rejoindre le grand état-major le 1er octobre 1888, passant major le 15 du même mois. En 1891, il devient instructeur au sein de l'académie de Guerre. Oberst-Lieutenant le 27 janvier 1894, il revient au grand-état-major à partir du 15 mai 1894. Oberst le 22 mars 1897, il prend le commandement du 16e régiment d'artillerie de campagne à Königsberg le 27 janvier 1898.
Nommé commandant de la 2e brigade d'artillerie à Insterburg le 1er octobre 1899, Generalmajor le 18 avril 1900, il assure le commandement de la 1re division à Königsberg à compter du 27 octobre 1903, passant au grade de Generalleutnant le 29 octobre 1903. Devenu gouverneur de la place forte de Thorn le 1er octobre 1907, il reçoit le caractère de General der Artillerie le 27 janvier 1908, avant d'être mis en disponibilité le 16 août 1911, tout en étant mis « À la suite » de son ancien régiment. Il reçoit ses titres de noblesse le 16 juin 1913.

### Première Guerre mondiale
Au déclenchement de la Première Guerre mondiale, Gronau réintègre le service actif : le 2 août 1914, il est nommé commandant du IVe corps de réserve dans la Ire armée allemande. Au cours de la bataille de la Marne, Gronau et son corps d'armée sont placés en flanc-garde du dispositif de la Ire armée allemande. Ils subissent les premières attaques de la 6e armée française. La résistance du 4e corps de réserve permet le repositionnement de la Ire armée allemande, lui permettant de menacer la 6e armée française de Maunoury. À partir du 9 septembre, Gronau et son corps d'armée se replient aux environs de Laon.
En septembre 1915, il est muté sur le front de l'Est et prend le commandement du 41e corps de réserve. Le corps d'armée est renforcé et prend le nom de groupe d'armée Gronau (Armeeabteilung G). Gronau positionne son quartier-général à Pinsk et doit pacifier la région des marais du Pripiat (dans la Biélorussie actuelle). En février 1918, il déplace ses troupes en Ukraine pour protéger le territoire d'une menace bolchevique. Plusieurs accrochages ont lieu au sud de Minsk, le groupe d'armée Gronau (Armeeabteilung G) est démantelé et redevient le XLIe corps de réserve. Il reste dans la région de Pinsk, jusqu'au rapatriement en Allemagne et la dissolution des troupes sous son commandement en février 1919.

### Après guerre
Hans von Gronau quitte l'armée le 2 février 1919, il prend sa retraite, meurt à l'âge de 89 ans et enterré à l'ancien cimetière de Potsdam.

## Honneurs et distinctions
- Croix de fer (1870), 2e classe.
- Ordre de l'Aigle rouge, 1re classe avec feuilles de chêne.
- Ordre de la Couronne de Prusse, 1re classe.
- Médaille militaire de service prussien.
- Croix de chevalier avec lions de l'Ordre de la Couronne de Wurtemberg.
- Ordre de la Couronne de fer, 2e classe.
- Croix de fer (1914), 1re classe.
- Pour le Mérite

le 4 octobre 1916.
avec les feuilles de chêne le 6 août 1918.